# Pat Turner
Patrick „Pat” Turner (ur. 24 marca 1961 w Toronto) – kanadyjski wioślarz, złoty medalista olimpijski i brązowy medalista mistrzostw świata.

## Kariera
Wystąpił na igrzyskach olimpijskich w Los Angeles w 1984, gdzie osada Kanady w składzie: Pat Turner, Kevin Neufeld, Mark Evans, Grant Main, Paul Steele, Mike Evans, Dean Crawford, Blair Horn i Brian McMahon (sternik) zdobyła złoty medal w ósemkach. W finale uplasowali się o 0,42 sekundy przed osadą Stanów Zjednoczonych i o 2,08 sekundy przed osadą Australii. Był to jego jedyny start olimpijski.
Na mistrzostwach świata w Monachium (1981) zajął trzecie miejsce w czwórkach bez sternika wagi lekkiej. Był też między innymi czwarty w czwórkach bez sternika na mistrzostwach świata w Nottingham (1986), gdzie Kanadyjczycy przegrali walkę o podium z osadą NRD o 0,08 sekundy.
Ponadto zdobył złoto w czwórkach bez sternika na igrzyskach Wspólnoty Narodów w Edynburgu (1986).
Kształcił się na Uniwersytecie Kolumbii Brytyjskiej. Po zakończeniu kariery został lekarzem. 